# Zumo
Zumo est une entreprise irlandaise créée en 2001. Elle propose des boissons à base de jus de fruit.

## Histoire
Dans les années 2000, Cathal Power créée Zumo Smoothie Bars. En 2001, après avoir fait des recherches sur le marché des smoothies et des jus de fruits, il fonde Zumo en Irlande. Son nom vient de l'espagnol zumo qui signifie jus. Six mois après la création, il commence à créer la franchise.
En 2007, la société compte 43 bars en Irlande et 87 bars dans le monde. Et elle emploie 190 personnes en Irlande.
En 2008, la franchise arrive en France et en 2020 elle y comptabilise 25 bars en activité.